# قائمة الألفيات

## الماضي
قبل الميلاد
- ألفية 10 ق.م
- ألفية 9 ق.م
- ألفية 8 ق.م
- ألفية 7 ق.م
- ألفية 6 ق.م
- ألفية 5 ق.م
- ألفية 4 ق.م
- ألفية 3 ق.م
- ألفية 2 ق.م
- ألفية 1 ق.م

بعد الميلاد
- ألفية 1
- ألفية 2

## المستقبل
- ألفية 3 (الألفية الحالية)
- ألفية 4
- ألفية 5
- ألفية 6
- ألفية 7
- ألفية 8
- ألفية 9
- ألفية 10